# Suriname nos Jogos Olímpicos de Verão de 1968
O Suriname participou com um atleta dos Jogos Olímpicos de Verão de 1968 na Cidade do México, México. O Suriname retornou às Olimpíadas após perder os Jogos Olímpicos de Verão de 1964, em Tóquio.

## Resultados por evento

### Atletismo
100m masculino
- Eddy Monsels
  - Primeira Eliminatória — 10,4 segundos (→ 5º na bateria, avançou à segunda eliminatória)
  - Segunda Eliminatória — 10,4 segundos (→ 8º na bateria, não avançou)